# 喬哈陶里

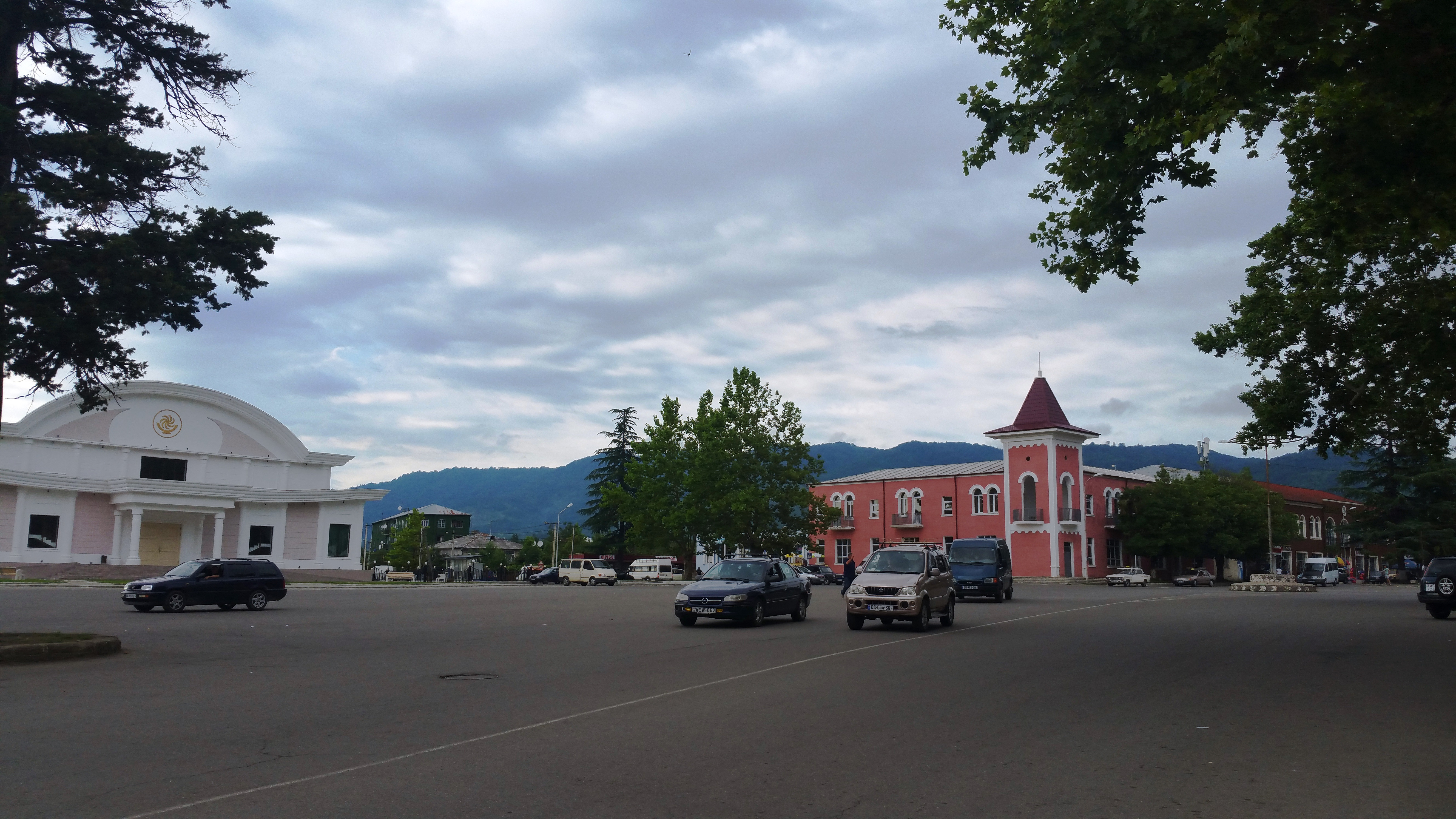
喬哈陶里

喬哈陶里，是格魯吉亞西部古里亞大区喬哈陶里市鎮内的城鎮及其行政中心。處於第比利斯以西310公里，海拔高度150米，2014年人口1,815。